# Tomáš Roreček
Tomáš Roreček (* 1. srpna 1967 Hranice) je český hudební textař a reklamní idea maker a copywriter, člen dozorčí rady OSA.

## Život
Vystudoval Gymnázium Hranice, poté český jazyk na UP Olomouc a divadelní režii a dramaturgii na DAMU Praha. V průběhu revoluce v roce 1989 byl členem Univerzitního stávkového výboru UP Olomouc. DAMU absolvoval muzikálem podle Tracyho tygra W. Saroyana (libreto, texty písní, režie).
V letech 1987–92 přispíval do časopisů ARCH A5 a KAVÁRNA A.F.F.A.
Od první poloviny devadesátých let Tomáš Roreček působil jako copywriter a creative director v několika pražských full service reklamních agenturách a jako spolumajitel creative shopu Geronimo Ad Store s.r.o. (dnes[kdy?] Roreczech s.r.o.). V letech 2000–2013 byl spolumajitelem agentury AG Geronimo s.r.o. 
Ve střídavé péči vychovává syna Šimona (2010).

## Dílo

### Reklama
Během své reklamní kariéry pracoval pro řadu klientů a značek, např.: 
- Národní divadlo – autor konceptu a textů Artefakt ND (prodejný artefakt z kusu dlažby piazzety před Národním divadlem, 2022).[4] Dále spolupracoval na projektu NDup.[5]

### Písňové texty
Je autorem velkého množství písňových textů. Od devadesátých let píše Tomáš Roreček texty pro řadu českých skupin a interpretů, především Chinaski. 
Je autorem textu dvou skladeb roku, které získaly cenu Anděl – Rubikon (2006) a Atentát (2008) – ústřední píseň filmu Bobule, obojí spolupráce s Richardem Krajčem ze skupiny Kryštof, se kterým rovněž spolupracoval na řade skladeb. V roce 2010 vydává vlastní desku s názvem Připraveným.
Je spoluautorem textu písně Romantický smyčce skupiny O5 a Radeček (2022). Je autorem skladeb skladeb Věnováni a Secret song na desce Michala Prokopa & Framus Five (2021). Spolupracoval také s Davidem Deylem, Michalem Hrůzou, Ondřejem Gregor Brzobohatým, Marpem, Kamilem Střihavkou, Ivanem Hlasem, Davidem Krausem, Lenkou Novou, Ilonou Czákovou, Ready Kirken, Gingerhead, Juliánem Záhorským, Petrem Bendem, jednu skladbu napsal i pro Karla Gotta.
Je autorem hymny Pomáhej pomocí nosu pro Konto Bariéry (2016).
Dva roky se Tomáš Roreček spolu se skupinou Chinaski podílel na písničkách do dětského pořadu České televize Písničky doktora Notičky.
Řadu let[kdy?] Tomáš Roreček (pod přezdívkou T-Rex) fotil svět technoparties pro Techno.cz.

### Knihy
Knížka poezie pro děti Sloni a jiní oni (ilustrátor L. Bárta), nakladatelství Fragment (2019)